# Château de Lyonne
Le château de Lyonne est un château situé à Cognat-Lyonne, en France.

## Localisation
Le château est situé sur la commune de Cognat-Lyonne, dans le département de l'Allier, en région Auvergne-Rhône-Alpes. Il se trouve au village de Lyonne ; son parc borde au nord la D 2209 (route de Gannat à Bellerive-sur-Allier).

## Description
Le château est construit selon un plan en U avec deux importants bâtiments de communs, en 1846 restauration du château, façades en décor Renaissance, les toitures refaites, construction de la serre et de la chapelle avec remploi de statues provenant du château de Vendat et d’une ferme modèle autour d’une cour parallèle à la cour d’honneur.

## Historique
Le château est une maison seigneuriale reconstruite par Cl. de Reclesne en 1569-1570, après son incendie en 1568 lors de la bataille de Cognat, probablement agrandie aux XVIIe siècle et XVIIIe siècle : mention d’une chapelle domestique en 1698, mention d’un château sur la carte de Cassini de 1760, et sur le cadastre de 1839.
Jusqu'en 1978, le château est la propriété de la famille de Boutray.